# Felício dos Santos
Felício dos Santos is een gemeente in de Braziliaanse deelstaat Minas Gerais. De gemeente telt 5.865 inwoners (schatting 2009).

## Aangrenzende gemeenten
De gemeente grenst aan Couto de Magalhães de Minas, Itamarandiba, Rio Vermelho, São Gonçalo do Rio Preto en Senador Modestino Gonçalves.